# Gubernatorzy generalni Grenady
Gubernator generalny Grenady – formalnie najwyższe stanowisko polityczne na Grenadzie. Gubernator jest reprezentantem monarchy brytyjskiego jako głowy państwa. Pod nieobecność suwerena (która trwa przez praktycznie cały czas, gdyż odwiedza on Grenadę sporadycznie), gubernator generalny wykonuje jego kompetencje. Co do zasady czyni to za radą rządu, jednak konstytucja określa sytuacje w których działa samodzielnie.

## Lista gubernatorów generalnych
| #                            | Imię i Nazwisko                | Portret         | Kadencja            | Kadencja            | Monarcha                |
| #                            | Imię i Nazwisko                | Portret         | Od                  | Do                  | Monarcha                |
| ---------------------------- | ------------------------------ | --------------- | ------------------- | ------------------- | ----------------------- |
| 1                            | Leo Victor de Gale (1921-1986) |                 | 7 lutego 1974       | 4 października 1978 | Elżbieta II (1974–2022) |
| 2                            | Paul Scoon (1935-2013)         |                 | 4 października 1978 | 31 lipca 1992       | Elżbieta II (1974–2022) |
| 3                            | Reginald Palmer (1923-2016)    |                 | 31 lipca 1992       | 8 sierpnia 1996     | Elżbieta II (1974–2022) |
| 4                            | Daniel Williams (1935-2024)    |                 | 8 sierpnia 1996     | 18 listopada 2008   | Elżbieta II (1974–2022) |
| wakat (18-27 listopada 2008) |                                |                 |                     |                     | Elżbieta II (1974–2022) |
| 5                            | Carlyle Glean (1932-2021)      |                 | 27 listopada 2008   | 7 maja 2013         | Elżbieta II (1974–2022) |
| 6                            | Cécile La Grenade (ur. 1952)   |                 | 7 maja 2013         | 8 września 2022     | Elżbieta II (1974–2022) |
| 6                            | Cécile La Grenade (ur. 1952)   | 8 września 2022 | nadal               | Karol III (2022–)   |                         |